# Jonathan Dawson (cầu thủ bóng đá)
Jonathan Dawson là một cầu thủ bóng đá thi đấu ở vị trí tiền đạo tầm xa.